# 方坤
方坤（1474年—1537年），字萬成，號舊山，浙江杭州府餘杭縣人，軍籍，明朝政治人物。

## 生平
順天府鄉試第一百三十五名舉人。正德六年（1511年）中式辛未科會試第四十六名，登第三甲第二百二十二名進士。通政司观政，授任丘县知县，调永宁县，丁母忧归。服阕，起补博野县，莅职三月，擢升大理寺左评事，以疾告归。卒年六十四。

## 家族
曾祖方禮；祖父方讓；父方祥，母郎氏。慈侍下。兄囗、囗、昇、杲、昕、南、康、印、乾、弟翼。